# Свещеният крал
„Свещеният крал“ (на английски: The Hallowed Hunt) (ISBN 954-585-664-5) е фентъзи-роман от американската писателка Лоис Макмастър Бюджолд. Книгата излиза през 2005 г., след двете по-ранни книги „Проклятието на Шалион“ и „Рицарят на Шалион“, но действието в „Свещеният крал“ се развива в друга страна и няколко века преди събитията от другите две книги.